# 羊曇
羊曇（?—?），太山（今泰山）人。晉朝名士。
謝安的外甥，為謝安所愛重。謝安死時，從西州門出城安葬，羊曇輟樂多年。一日至西州門，曇悲感不已，以馬鞭扣扉，誦曹植《箜篌引》詩曰：「生存華屋處，零落歸山丘。」慟哭而去。清代趙翼《秋帆制府挽》之三：“不堪重過靈巖館，剩有羊曇淚滿巾。”